# Coqueiro (editora)
Coqueiro é uma editora brasileira sediada em Recife e especializada em literatura de cordel e livros sobre a cultura popular do Nordeste, tendo publicado mais de 2 milhões de exemplares. Foi fundada em 1991 por Ivan Maurício, Bernadete Lopes e Antônio Aymar na cidade de Olinda. Em 2004, o livro em quadrinhos "A moça que namorou com o bode" de Klévisson Viana, baseado no cordel de seu irmão, Arievaldo Viana, coeditado pelas editoras  Tupynanquim e CLUQ, ganhou o Troféu HQ Mix de melhor edição especial nacional.